# 普萊恩菲爾德 (新罕布什爾州普查規定居民點)
普萊恩菲爾德（英語：Plainfield）是位於美國新罕布什爾州沙利文縣的普查規定居民點。

## 人口
根據2020年美國人口普查的數據，普萊恩菲爾德的面積為1.50平方千米，皆為陸地。當地共有人口178人，而人口密度為每平方千米118.67人。